# Echeveria johnsonii
Echeveria johnsonii är en fetbladsväxtart som beskrevs av Walther. Echeveria johnsonii ingår i släktet Echeveria och familjen fetbladsväxter. Inga underarter finns listade i Catalogue of Life.